# Die Rache der glorreichen Sieben
Die Rache der glorreichen Sieben von 1969 ist die Fortsetzung des Westernklassikers Die Rückkehr der glorreichen Sieben von 1966.

## Handlung
Wieder ist die Hauptperson der Revolverheld Chris Adams. In Mexiko herrscht ein nicht näher genannter „Präsident“ mit brutalen Militärs über die Bauern. Quintero, ein Revolutionsführer, wird von Colonel Diego verhaftet, einem besonders gewalttätigen Offizier. Quinteros Vertrauter Maximiliano kann entkommen und sucht auf Quinteros Rat nach Chris Adams. Von dem unfähigen mexikanischen Bandenchef Lobero kann er 600 Dollar heraushandeln, um Adams anzuheuern. Adams stellt mit ihm und weiteren alten Freunden wieder eine Gruppe von sieben Helden zusammen.
Sie brechen auf, um Quintero zu befreien. Unterwegs schließt sich ein heimatlos gewordener Junge namens Emiliano Zapata der Gruppe an, die er als Vorbild erlebt. Nachdem Adams die Unbrauchbarkeit des Bandenchefs Lobero erkennt, überfällt seine Gruppe einen Gefangenentransport und rekrutiert so einige Unterstützung. Gemeinsam wird das Fort und Gefängnis angegriffen, in dem Quintero einsitzt. Bevor Adams seinen Gegenspieler Diego ausschalten kann, sterben allerdings vier seiner Gefährten. Kurz vor Schluss des Gefechts greift die mexikanische Bande, die gegen ihren Chef Lobero meuterte, helfend ein. Am Ende verabschieden sich Adams und Levi von Maximiliano und Quintero, die den Guerillakampf fortsetzen werden. Sie reiten davon – und lassen ihren Sold zurück.

## Synchronisation
Die deutsche Fassung entstand 1969 in Berlin.
Die Sieben

| Darsteller     | Rolle                   | Synchronsprecher    |
| -------------- | ----------------------- | ------------------- |
| George Kennedy | Chris Adams             | Heinz Giese         |
| James Whitmore | Levi Morgan             | Wolfgang Amerbacher |
| Monte Markham  | Keno                    | Uwe Friedrichsen    |
| Bernie Casey   | Cassie                  | Edgar Ott           |
| Joe Don Baker  | Slater                  | Rolf Schult         |
| Reni Santoni   | Lt. Maximiliano O’Leary | Fred Maire          |
| Scott Thomas   | P.J. Scurlock           | Gerd Martienzen     |

Weitere Figuren
| Darsteller     | Rolle           | Synchronsprecher       |
| -------------- | --------------- | ---------------------- |
| Fernando Rey   | Angelo Quintero | Curt Ackermann         |
| Michael Ansara | Colonel Diego   | Friedrich Schoenfelder |
| Tony Davis     | Emiliano Zapata | n.n.                   |
| Frank Silvera  | Carlos Lobero   | Arnold Marquis         |
| Wende Wagner   | Tina            | Gisela Fritsch         |

## Vorgänger und Fortsetzungen
Der Film Die glorreichen Sieben (1960) hatte drei im wilden Westen spielende Fortsetzungen, die den Erfolg des ersten Teils nicht wiederholen konnten. Die Rache der glorreichen Sieben war der dritte Film der Reihe und die Fortsetzung von Die Rückkehr der glorreichen Sieben (1966). Der vierte und letzte Film, Der Todesritt der glorreichen Sieben, entstand 1972 mit Lee Van Cleef in der Rolle des Chris.

## Kritiken
Für das Lexikon des internationalen Films fällt Die Rache der glorreichen Sieben im Vergleich zu seinen Vorgängern qualitativ stark ab. Er verarbeite nur noch Klischees und biete „konventionelle Western-Unterhaltung“.
Howard Thompson von der New York Times lobte die Fotografie des in Spanien ausschließlich in Außenaufnahmen entstandenen Films, fand jedoch die Schauspieler in einer Routineübung verschwendet.
Der Evangelische Film-Beobachter bemerkt lapidar, es handle sich um einen „belanglosen Aufguß eines Aufgusses“ und gelangt zu dem Schluss, der Streifen sei „langweilig und überflüssig“.